# Christine Ostermayer

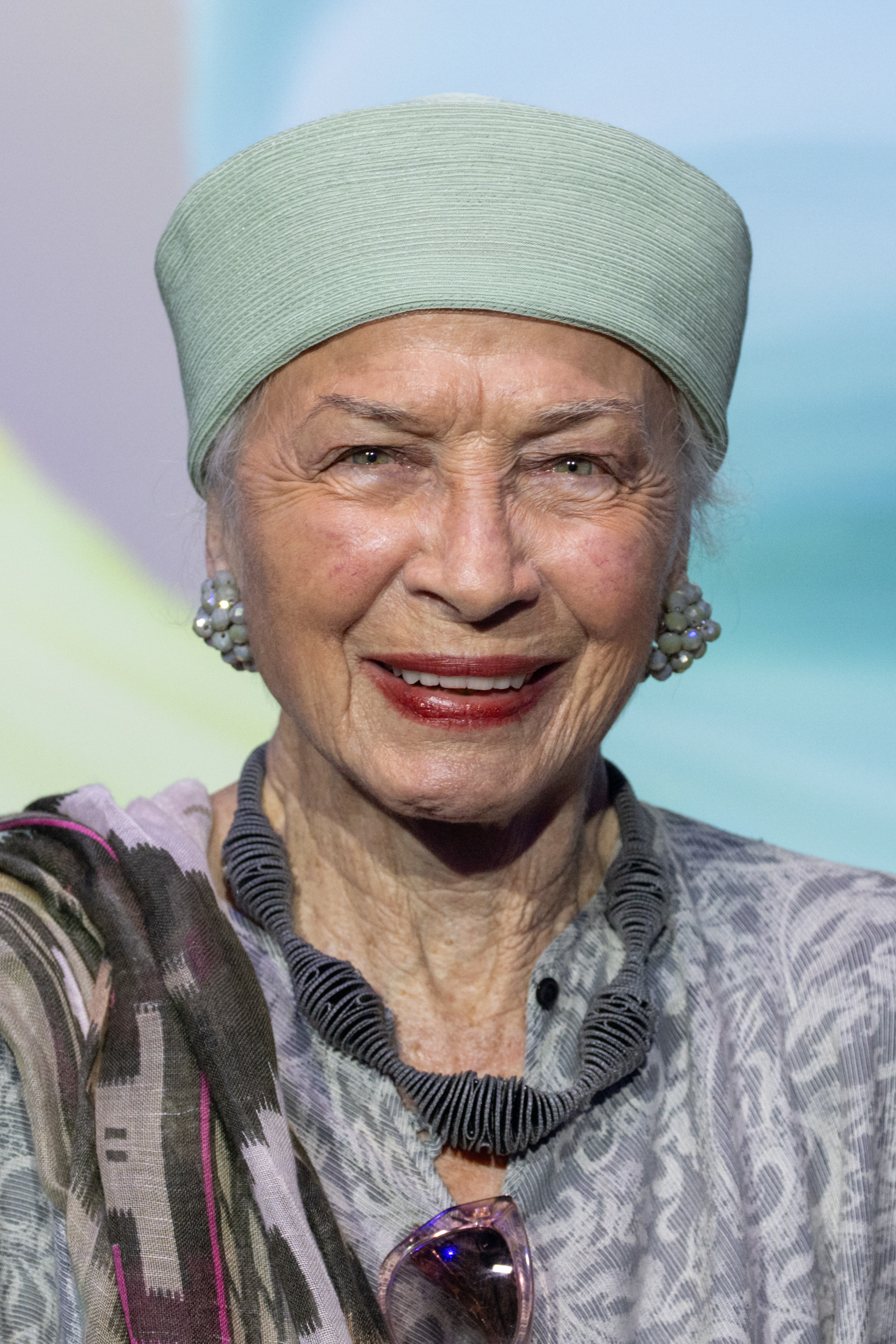
Christine Ostermayer beim Österreichischen Filmpreis 2025

Christine Ostermayer (* 15. Dezember 1936 in Wien) ist eine österreichische Schauspielerin, Hörspielsprecherin und Bayerische Staatsschauspielerin.

## Leben
Ihre erste Bühnenerfahrung erwarb sie als Siebenjährige am damaligen Kindertheater von Hanna Berger. Als 16-Jährige wurde Christine Ostermayer am renommierten Max-Reinhardt-Seminar in Wien aufgenommen. Sie gab ihr Debüt als Julia in Romeo und Julia an den Städtischen Bühnen in Essen.
Anschließend hatte sie Engagements an den Wuppertaler Bühnen und am Münchener Residenztheater. Von 1963 bis 1984 gehörte sie zum Ensemble des Bayerischen Staatsschauspiels. Weitere Stationen waren unter anderem Düsseldorf und Berlin und von 1988 bis 1993 das Theater in der Josefstadt in Wien sowie Zürich. Christine Ostermayer war unter Ruth Drexel seit 1994 Ensemblemitglied am Münchner Volkstheater. Außerdem spielte sie häufig klassische Rollen, so war sie bei den Salzburger Festspielen 1976 sowie von 1978 bis 1980 als Salome in Johann Nestroys Der Talisman zu sehen. Bei den Jedermann-Aufführungen verkörperte sie dort von 1990 bis 1994 die Guten Werke und von 1999 bis 2001 Jedermanns Mutter. Sie spielte zusammen mit Josef Meinrad, Christiane Hörbiger, Klaus Maria Brandauer und Sabine Sinjen in der Salzburger Festspiel-Aufführung von Shakespeares Was ihr wollt von 1973 die Viola, als die sie auch 1972 und 1974 zu sehen war.
Seit Beginn ihrer Karriere arbeitet Christine Ostermayer auch für Film und Fernsehen. Sie spielte 2011 mit Karl Merkatz in dem mehrfach preisgekrönten Film Anfang 80.

## Auszeichnungen
- 1975 – Kainz-Medaille
- 1999 – Nestroy-Ring
- 2012 – Diagonale: Beste Schauspielerin (Anfang 80)[2]
- 2012 – Zurich Film Festival: Besondere Erwähnung (Anfang 80)[2]
- 2013 – Österreichischer Filmpreis: Nominierung als beste weibliche Schauspielerin (Anfang 80)
- 2017 – Medaille „München leuchtet – den Freunden Münchens“ in Silber, Verleihung 17. Januar 2017
- 2021 – Großer Diagonale-Schauspielpreis[3]
- 2021 – Österreichischer Filmpreis – Auszeichnung in der Kategorie Beste weibliche Darstellerin für Ein bisschen bleiben wir noch[4]

## Filmografie
- 1965: Der zerbrochne Krug
- 1971: Der Widerspenstigen Zähmung – Regie: Otto Schenk
- 1971: Der Kommissar, Staffel 3, Folge 9: Die andere Seite der Straße
- 1973: Was ihr wollt – Regie: Otto Schenk
- 1973: Der Sieger von Tambo
- 1974: Tatort: Acht Jahre später – Regie: Wolfgang Becker
- 1975: Komtesse Mizzi – Regie: Otto Schenk
- 1976: Der Talisman – Regie: Otto Schenk
- 1983: Derrick: Lohmanns innerer Frieden
- 1983: Gestern bei Müllers, sechs Folgen
- 1986: Derrick: An einem Montagmorgen
- 1989: Tatort: Alles Theater – Regie: Peter Adam
- 1993: Madame Bäurin – Regie: Franz Xaver Bogner
- 1995  Alle meine Töchter
- 1998: Späte Gegend
- 2003: Der Bulle von Tölz: Klassentreffen
- 2004: München 7, Folge 8: Nur vorübergehend
- 2005–2009: Der Winzerkönig
- 2008: Der Kaiser von Schexing, zwei Folgen
- 2008: Und ewig schweigen die Männer
- 2009: Pfarrer Braun, Folge 15: Im Namen von Rose
- 2010: Seine Mutter und ich
- 2011: Anfang 80
- 2013: Schnell ermittelt
- 2014: Nebenwege – Pilgern auf Bayrisch
- 2014: Göttliche Funken
- 2016: Landkrimi – Drachenjungfrau
- 2017: Stadtkomödie – Die Notlüge
- 2017: Um Himmels Willen, Krank vor Langeweile (Folge 197)
- 2020: Ein bisschen bleiben wir noch
- 2021: Landkrimi – Flammenmädchen
- 2021: Stadtkomödie – Die Unschuldsvermutung (Fernsehreihe)
- 2021: Zimmer mit Stall: Schwein gehabt (Fernsehreihe)
- 2022: Frühling: Eine Handvoll Zeit (Fernsehreihe)
- 2024: 80 Plus (Alternativtitel Toni und Helene)
- weitere Gastauftritte unter anderem in Café Meineid und Derrick

## Hörspiele (Auswahl)
- 1959: Wolfgang Altendorf: Es geschah in Österreich; Folge: Das Handtaschenwunder – Regie: Otto Kurth
- 1964: William Shakespeare: Hamlet, Prinz von Dänemark – Regie: Helmut Brennicke
- 1964: Günter Eich: Träume – Regie: Otto Kurth
- 1965: Herman Bang: Belle Epoque – Regie: Heinz-Günter Stamm
- 1968: Heinar Kipphardt: Joel Brand – Regie: Walter Ohm
- 1968: Wolfgang Ecke: Ein Fall für Perry Clifton; Folge: Die Insel der blauen Kapuzen (4 Teile) – Regie: Jan Alverdes
- 1970: Ernestine Koch: Wumme; 1. Folge: Wumme erfährt, warum und wie sie ohne Mutter zurechtkommen soll – Regie: Jan Alverdes
- 1971: Pavel Kohout: Krieg im dritten Stock – Regie: Walter Ohm
- 1971: Ernestine Koch: Wumme; 2. Folge: Wumme hilft Kuchen backen und geht allein zum Einkaufen – Regie: Jan Alverdes
- 1971: Nikolai Gogol: Die Nacht vor Weihnachten – Regie: Walter Ohm
- 1974: Giles Cooper: Der ungebetene Gast – Regie: Walter Ohm
- 1975: Hans José Rehfisch: Dr. Semmelweis – Regie: Heinz-Günter Stamm
- 1977: Patrick Hamilton: Gaslicht (Gaslight) – Regie: Heinz-Günter Stamm
- 1978: Valerie Stiegele, Hilde Wittenberg: Und bleibe ich immer dein dankbar dich liebendes Weib. Ein Leben in Briefen aus der Wilhelminischen Zeit – Regie: Ulrich Gerhardt
- 1979: Andrzej Jawien (Pseudonym von Karol Wojtyła): Der Laden des Goldschmieds. Szenische Meditationen über Liebe und Ehe – Regie: Friedhelm Ortmann
- 1980: Curt Goetz: Hokuspokus – Regie: Ferry Bauer
- 1980: Franz Molnar: Liliom – Bearbeitung und Regie: Klaus Gmeiner
- 1982: Ingrid Malzer: Regenfahrt – Regie: Tilo Merkel
- 1986: Arthur Schnitzler: Das weite Land – Bearbeitung und Regie: Klaus Gmeiner
- 1987: Arthur Schnitzler: Der einsame Weg – Bearbeitung und Regie: Klaus Gmeiner
- 1988: David Campton: Wahrsagen ist immer ein Risiko – Regie: Heinz Wilhelm Schwarz
- 1992: Angelika Stampfer: Wohin mit den Wünschen (3 Teile) – Regie: Werner Simon
- 1996: Anne Perry: Das Gesicht des Fremden (2 Teile) – Bearbeitung und Regie: Marina Dietz
- 2004: Marinella Fiume: Aida – Regie: Leonhard Koppelmann